# Тиранчик-короткодзьоб
Тира́нчик-короткодзьо́б (Sublegatus) — рід горобцеподібних птахів родини тиранових (Tyrannidae). Представники цього роду мешкають в Центральній і Південній Америці.

## Таксономія і систематика
Молекулярно-генетичне дослідження, проведене Телло та іншими в 2009 році дозволило дослідникам краще зрозуміти філогенію родини тиранових. Згідно із запропонованою ними класифікацією, рід Тиранчик-короткодзьоб (Sublegatus) належить до родини тиранових (Tyrannidae), підродини Віюдитиних (Fluvicolinae) і триби Fluvicolini. До цієї триби систематики відносять також роди Курета (Myiophobus), Патагонський пітайо (Colorhamphus), Пітайо (Ochthoeca), Вогнистий москверо (Pyrocephalus), Віюдита (Fluvicola), Білоголова віюдита (Arundinicola), Ятапа-стернохвіст (Gubernetes), Ятапа (Alectrurus) і Тиран-ножицехвіст (Muscipipra).

## Види
Виділяють три види:
- Тиранчик-короткодзьоб північний (Sublegatus arenarum)
- Тиранчик-короткодзьоб амазонійський (Sublegatus obscurior)
- Тиранчик-короткодзьоб південний (Sublegatus modestus)

## Етимологія
Наукова назва роду Sublegatus походить від сполучення слова лат. sub — "близький до" і наукової назви роду Тиран-розбійник Legatus P.L. Sclater, 1859.